# La Cassa
La Cassa is een gemeente in de Italiaanse provincie Turijn (regio Piëmont) en telt 1475 inwoners (31-12-2004). De oppervlakte bedraagt 12,0 km², de bevolkingsdichtheid is 123 inwoners per km².

## Demografie
La Cassa telt ongeveer 622 huishoudens. Het aantal inwoners steeg in de periode 1991-2001 met 25,6% volgens cijfers uit de tienjaarlijkse volkstellingen van ISTAT.
| Jaar | Inwoneraantal |
| ---- | ------------- |
| 1991 | 1056          |
| 2001 | 1326          |

## Geografie
La Cassa grenst aan de volgende gemeenten: Fiano, Varisella, Druento, Givoletto, San Gillio.
1. ↑  https://demo.istat.it/?l=it.